# Emblyna kaszabi
Emblyna kaszabi är en spindelart som beskrevs av Yuri M. Marusik och Koponen 1998. Emblyna kaszabi ingår i släktet Emblyna och familjen kardarspindlar.
Artens utbredningsområde är Mongoliet. Inga underarter finns listade i Catalogue of Life.